# Karang Anom (Waway Karya)
Karang Anom is een bestuurslaag in het regentschap Lampung Timur van de provincie Lampung, Indonesië. Karang Anom telt 2126 inwoners (volkstelling 2010).